# Walter Christaller

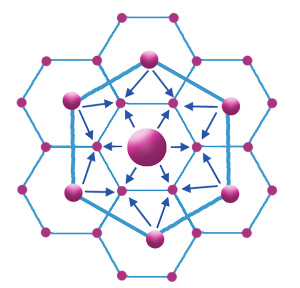
Kaart met de A (de kleinste stippen), B en C-kernen (de grootste stip in het centrum)

De ideeën van Christaller zijn gebruikt bij de indeling van de Noordoostpolder

Walter Christaller (21 april 1893 – 9 maart 1969) was een Duitse geograaf die vooral bekend is geworden door zijn Centrale-plaatsentheorie (CPT) uit 1933.
Hij formuleerde zijn theorie naar aanleiding van zijn studie naar vestigingspatronen in Zuid-Duitse stadjes. Hij trachtte de ontwikkeling en spreiding van deze plaatsen ten opzichte van elkaar te verklaren door zich de vraag te stellen of er regels konden opgesteld worden die het aantal, de grootte en de ruimtelijke spreiding van deze steden bepalen. 
Hij stelde dat er (in een ideale situatie) een verband is tussen de "centrale plaatsen", die als knooppunten kunnen worden gezien in een netwerk van "nodes" en "links, en de afstand naar omliggende plaatsen en de grootte van die plaatsen.
De CPT vormde een inspiratiebron voor de planning van dorpen en steden in de IJsselmeerpolders. De sociograaf Ch.A.P. Takes, die voor de Directie van de Wieringermeer werkte, promoveerde in 1948 op een proefschrift over bevolkingscentra. Hij pleitte ervoor dat in de IJsselmeerpolders een wetenschappelijk gefundeerd kernenplan op basis van de ideeën van Christaller zou worden toegepast. Takes kwam met een hiërarchisch model van woonplaatsen, waarbij hij A-, B- en C-kernen onderscheidde. A-kernen hadden een lokaal-verzorgend karakter en zouden niet meer dan 2.000 inwoners tellen. B.-kernen waren gewestelijke verzorgingscentra voor niet-dagelijkse bezigheden; het inwonertal zou tussen 5.000 en 15.000 moeten liggen. De C-kern had de functie van hoofdplaats van het IJsselmeergebied. Het latere Lelystad was bedoeld als C-kern. Emmeloord en Dronten waren beide B-kern. 